# Fußball-Weltmeisterschaft 1970/Sowjetunion
Dieser Artikel behandelt die sowjetische Fußballnationalmannschaft bei der Fußball-Weltmeisterschaft 1970.

## Qualifikation
| Nordirland  | - | Sowjetunion | 0:0 |
| Sowjetunion | - | Türkei      | 3:0 |
| Sowjetunion | - | Nordirland  | 2:0 |
| Türkei      | - | Sowjetunion | 1:3 |

## Sowjetisches Aufgebot
| Nummer / Name | Nummer / Name          | Damaliger Verein | Geburtstag | Länderspiele |
| Torhüter      | Torhüter               | Torhüter         | Torhüter   | Torhüter     |
| ------------- | ---------------------- | ---------------- | ---------- | ------------ |
| 1             | Leonid Schmuz          | ZSKA Moskau      | 08.10.1948 |              |
| 2             | Ansor Kawasaschwili    | Spartak Moskau   | 19.07.1940 |              |
| 13            | Lew Jaschin            | Dynamo Moskau    | 22.10.1929 |              |
| Abwehr        |                        |                  |            |              |
| 3             | Walentin Afonin        | SKA Rostow       | 22.12.1939 |              |
| 4             | Rewas Dsodsuaschwili   | Dinamo Tiflis    | 10.04.1945 |              |
| 5             | Wolodymyr Kaplytschnyj | ZSKA Moskau      | 26.02.1944 |              |
| 6             | Jewgeni Lowtschew      | Spartak Moskau   | 29.01.1949 |              |
| 7             | Gennadi Logofet        | Spartak Moskau   | 15.02.1942 |              |
| 8             | Murtas Churzilawa      | Dinamo Tiflis    | 05.01.1943 |              |
| 9             | Albert Schesternjow    | ZSKA Moskau      | 20.06.1941 |              |
| Mittelfeld    |                        |                  |            |              |
| 10            | Waleri Sykow           | Dynamo Moskau    | 24.02.1944 |              |
| 11            | Kachi Assatiani        | Dinamo Tiflis    | 01.01.1947 |              |
| 12            | Nikolai Kisseljow      | Spartak Moskau   | 29.11.1946 |              |
| 14            | Wolodymyr Muntjan      | Dynamo Kiew      | 14.11.1946 |              |
| 15            | Wiktor Serebrjannikow  | Dynamo Kiew      | 29.03.1940 |              |
| Angriff       |                        |                  |            |              |
| 16            | Anatoli Byschowez      | Dynamo Kiew      | 23.04.1946 |              |
| 17            | Gennadi Jewrjuschichin | Dynamo Moskau    | 04.02.1944 |              |
| 18            | Slawa Metreweli        | Dinamo Tiflis    | 30.05.1936 |              |
| 19            | Giwi Nodia             | Dinamo Tiflis    | 02.11.1948 |              |
| 20            | Anatolij Pusatsch      | Dynamo Kiew      | 03.06.1941 |              |
| 21            | Witalij Chmelnyzkyj    | Dynamo Kiew      | 13.06.1943 |              |
| 22            | Waleri Porkujan        | Dynamo Kiew      | 19.10.1944 |              |
| Trainer       |                        |                  |            |              |
|               | Gawriil Katschalin     |                  | 20.03.1911 |              |

## Spiele der sowjetischen Mannschaft

### Erste Runde
- Mexiko –  Sowjetunion 0:0 (0:0)

Stadion: Aztekenstadion (Mexiko-Stadt)
Zuschauer: 107.000
Schiedsrichter: Tschenscher (Deutschland)
Tore: keine
- Sowjetunion –  Belgien 4:1 (1:0)

Stadion: Aztekenstadion (Mexiko-Stadt)
Zuschauer: 59.000
Schiedsrichter: Schürer (Schweiz)
Tore: 1:0 Byschowez (14.), 2:0 Assatiani (57.), 3:0 Byschowez (63.), 4:0 Chmelnyzkyj (76.), 4:1 Lambert (86.)
- Sowjetunion –  El Salvador 2:0 (0:0)

Stadion: Aztekenstadion (Mexiko-Stadt)
Zuschauer: 89.000
Schiedsrichter: Hermazábal (Chile)
Tore: 1:0 Byschowez (51.), 2:0 Byschowez (74.)
Das Eröffnungsspiel im Aztekenstadion von Mexiko-Stadt vor über 100.000 Zuschauern bestritten die Favoriten der Gruppe 1, Mexiko und die UdSSR. Die enttäuschende Begegnung endete torlos, sollte aber kein Gradmesser für das WM-Turnier werden. Die Gastgeber konnten danach jedoch El Salvador (4:0) und Belgien (1:0) auf Distanz halten und sich fürs Viertelfinale qualifizieren. Die UdSSR siegte ebenfalls zweimal und hatte ebenso wie Mexiko eine Tordifferenz von +5. Dadurch kam es zum Losentscheid um den Gruppensieg, den die Sowjetunion gewann. Die Regel dass bei gleicher Tordifferenz die mehr geschossenen Tore entscheiden, galt erst ab der WM 1974. Hätte sie schon 1970 gegolten so wäre die UdSSR ohne Losentscheid Gruppenerster geworden.

### Viertelfinale
| 45.000 | Aztekenstadion (Mexiko-Stadt) | Uruguay | Sowjetunion | Van Ravens (Niederlande) | 1:0 n. V. (0:0, 0:0) | 1:0 Espárrago (116.) |

Im Aztekenstadion trafen Uruguay und die UdSSR aufeinander. Die zumeist mexikanischen Zuschauer hingen an den Transistorradios, da gleichzeitig Mexiko gegen Italien antrat und Urus wie Russen schwach spielten und hauptsächlich damit beschäftigt waren, gegenseitig den Spielfluss per Foul zu unterbrechen. Dieser ermüdende Kick wurde erst durch das Tor von Victor Esparrago Minuten vor dem Ende der Verlängerung entschieden. Wieder hatte es das 2,4-Millionen-Volk geschafft, in die Fußball-Weltspitze vorzudringen – gegen die Mannschaft einer 200 Millionen Köpfe zählenden Gesellschaft.